# Limhamn Griffins 2022
Questa voce raccoglie le informazioni riguardanti i Limhamn Griffins nelle competizioni ufficiali della stagione 2022.

## Maschile

### Roster
| Roster dei Limhamn Griffins (2022) |
| --- |
| Quarterback Running Back - Peder Wachtmeister - Adrian Pourlotfi Wide Receiver - Anton Källholm - Olof Nilsson - Leo Gostomski Offensive Linemen - Rasmus Carlsson OT/OLB - Thomas Notermans OT/DT - Dennis Gogaj Jernqvist C Defensive Linemen - Björn Mazetti - Timothy Augustsson Casey DL/OLB - Linus Lindström - Filip Jankulovski - Adam Jalkemo - Filip Gunnarsson Linebacker - Simon Folke - Victor Erdös MLB Defensive Back - Ekemina Baleka CB - Klas Mazetti S/DL Special Team Coaching staff Björn Mazetti (HC/DC) · Peder Wachtmesier (OC) · Fredrik Moss Nielsen (ST) |

### Division 1 för herrar 2022

#### Stagione regolare
| 15 aprile 2022 1ª giornata | Kristianstad Predators | 0 – 29 | Limhamn Griffins |  |

| 30 aprile 2022 3ª giornata | Limhamn Griffins | 35 – 0 | Helsingborg Jaguars |  |

| Kviberg 7 maggio 2022, ore 13:00 4ª giornata | Göteborg Marvels | 20 – 9 referto | Limhamn Griffins | Plan 5 |

| 14 maggio 2022 5ª giornata | Limhamn Griffins | 6 – 13 | Ystad Rockets |  |

| 21 maggio 2022 6ª giornata | Limhamn Griffins | 35 – 0 | Kristianstad Predators |  |

| 4 giugno 2022 8ª giornata | Helsingborg Jaguars | 8 – 37 | Limhamn Griffins |  |

| Malmö 12 giugno 2022, ore 13:00 9ª giornata | Limhamn Griffins | 31 – 6 referto | Göteborg Marvels | Hästhagens IP |

| 18 giugno 2022 10ª giornata | Ystad Rockets | 22 – 22 | Limhamn Griffins |  |

#### Playoff
| Malmö 2 luglio 2022, ore 14:00 Finale promozione | Limhamn Griffins | 27 – 21 (d.t.s.) | AIK | Hästhagens IP (200 spett.) |

### Statistiche di squadra
| Competizione | %Vittorie | In casa | In casa | In casa | In casa | In casa | In casa | In trasferta | In trasferta | In trasferta | In trasferta | In trasferta | In trasferta | Totale | Totale | Totale | Totale | Totale | Totale |
| Competizione | %Vittorie | G       | V       | N       | P       | Pf      | Ps      | G            | V            | N            | P            | Pf           | Ps           | G      | V      | N      | P      | Pf     | Ps     |
| ------------ | --------- | ------- | ------- | ------- | ------- | ------- | ------- | ------------ | ------------ | ------------ | ------------ | ------------ | ------------ | ------ | ------ | ------ | ------ | ------ | ------ |
| Campionato   | .688      | 4       | 3       | 0       | 1       | 107     | 19      | 4            | 2            | 1            | 1            | 97           | 50           | 8      | 5      | 1      | 2      | 204    | 69     |
| Playoff      | 1.000     | 1       | 1       | 0       | 0       | 27      | 21      | 0            | 0            | 0            | 0            | 0            | 0            | 1      | 1      | 0      | 0      | 27     | 21     |
| Totale       | .722      | 5       | 4       | 0       | 1       | 134     | 40      | 4            | 2            | 1            | 1            | 97           | 50           | 9      | 6      | 1      | 2      | 231    | 90     |